# Politica del Liechtenstein
La politica del Liechtenstein consiste in una monarchia costituzionale avente una costituzione mista, in cui il potere politico è condiviso dal monarca e da un parlamento democraticamente eletto. Il popolo esercita anch'esso grande potere, potendo chiedere in ogni momento con referendum sia l'abdicazione del Principe che lo scioglimento del Parlamento. Il potere esecutivo è esercitato principalmente dal governo, un gabinetto di cinque persone. Il potere legislativo spetta sia al Governo che al Parlamento (Tedesco: Landtag), che è composto da 25 rappresentanti. Il potere giudiziario è indipendente.
Vi è un bipartitismo (anche se vi sono due piccoli partiti) e una forma di democrazia rappresentativa, in cui il Primo ministro e capo del Governo è responsabile del Parlamento. Ad ogni modo, il Principe del Liechtenstein è il capo di Stato ed esercita la parte più notevole del potere politico.

## Costituzione
La prima forma di monarchia costituzionale fu istituita nel 1852 sotto il regno di Giovanni II. Ulteriori elementi democratici furono introdotti dalla costituzione del 1921, che ha poi subito modifiche e riforme. In particolare venne concepita la visione di una monarchia attiva su base democratica, nella quale interagiscono "due sovrani": il principe regnante e il popolo. Nel 2003 un referendum ha concesso ulteriori poteri politici al Principe, il che rende il Liechtenstein una monarchia costituzionale unica nel Consiglio d'Europa.

## Governo

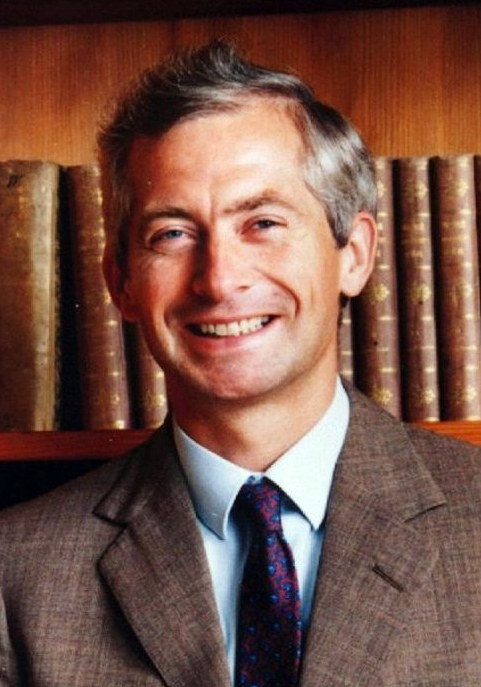
Il principe Giovanni Adamo

### Potere esecutivo
Il principe (in tedesco Fürst) è il monarca ereditario del Liechtenstein. A seguito delle elezioni legislative, il primo ministro viene nominato dal principe su proposta del parlamento.
Il governo è un organo collegiale costituito dal primo ministro, che lo presiede, e da quattro ministri, anch'essi proposti dal Landtag e nominati dal principe. I membri del governo collaborano nell'esercizio del potere esecutivo. Possono fare parte del governo tutti i cittadini del Paese eleggibili a parlamentari, con la limitazione che ciascuno dei due collegi elettorali siano rappresentati da almeno due membri.
L'attuale capo di Stato è il principe Giovanni Adamo II. I suoi poteri costituzionali includono quello di veto su qualunque legge del Parlamento nonché il potere di sciogliere o convocare il parlamento. Svolge un ruolo importante anche nella nomina dei giudici, ed in casi particolari può nominare personalmente un governo. Il 15 Agosto 2004 l'erede al trono, il principe Luigi, è divenuto reggente prendendo il posto del padre nell'attività politica.

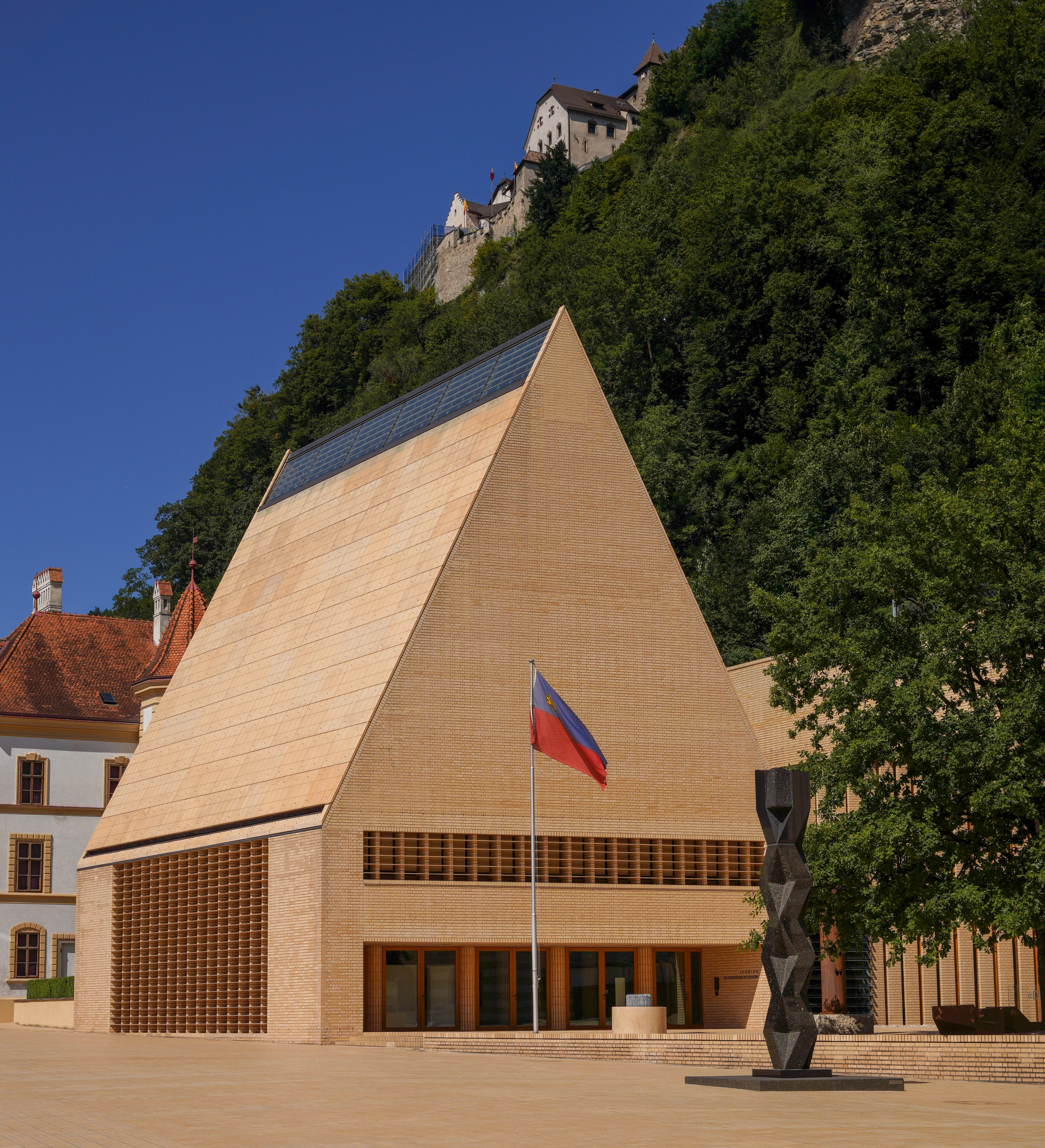
La sede del Landtag a Vaduz

### Potere legislativo
Il Landtag è il parlamento unicamerale del Liechtenstein. È composto da 25 membri con mandato quadriennale, che sono eletti tramite un sistema proporzionale a liste aperte, basato su due collegi plurinominali: l'Unterland, che ha 10 rappresentanti, e l'Oberland che ne ha 15. Il Landtag ha il compito di svolgere la funzione legislativa, esercitando gli interessi del popolo, di eleggere i membri del governo e delle istituzioni del principato, controllare le sue finanze e vigilare sull'amministrazione dello Stato.
Il principe ha il potere di emanare decreti principeschi, e decreti d'urgenza nei casi in cui viene compromessa la sicurezza o il benessere del Paese. Tuttavia, è necessaria la controfirma del primo ministro.
Anche i cittadini del Liechtenstein hanno un grande potere di democrazia diretta. Con l'assenso di un minimo di 1000 cittadini può essere richiesto un referendum su qualsiasi legge. I referendum possono sospendere il parlamento o modificare la costituzione, ma in queste situazioni deve essere raggiunta la soglia di 1500 voti affermativi.

### Potere giudiziario
Gli organi principali del sistema giudiziario sono in ordine di importanza: la Corte suprema (Fürstlicher Oberster Gerichtshof), la Corte d'appello (Fürstliches Gerichtshof) e la Corte di giustizia (Fürstliches Landgericht). La procura del Liechtenstein (Liechtensteinische Staatsanwaltschaft) interviene in materia penale.

## Partiti politici
Il sistema partitico è dominato storicamente da due schieramenti: il Partito Progressista dei Cittadini, di ispirazione conservatrice-nazionale e liberale e l'Unione Patriottica, di stampo cristiano-democratico.

## Suddivisioni amministrative

### Comuni

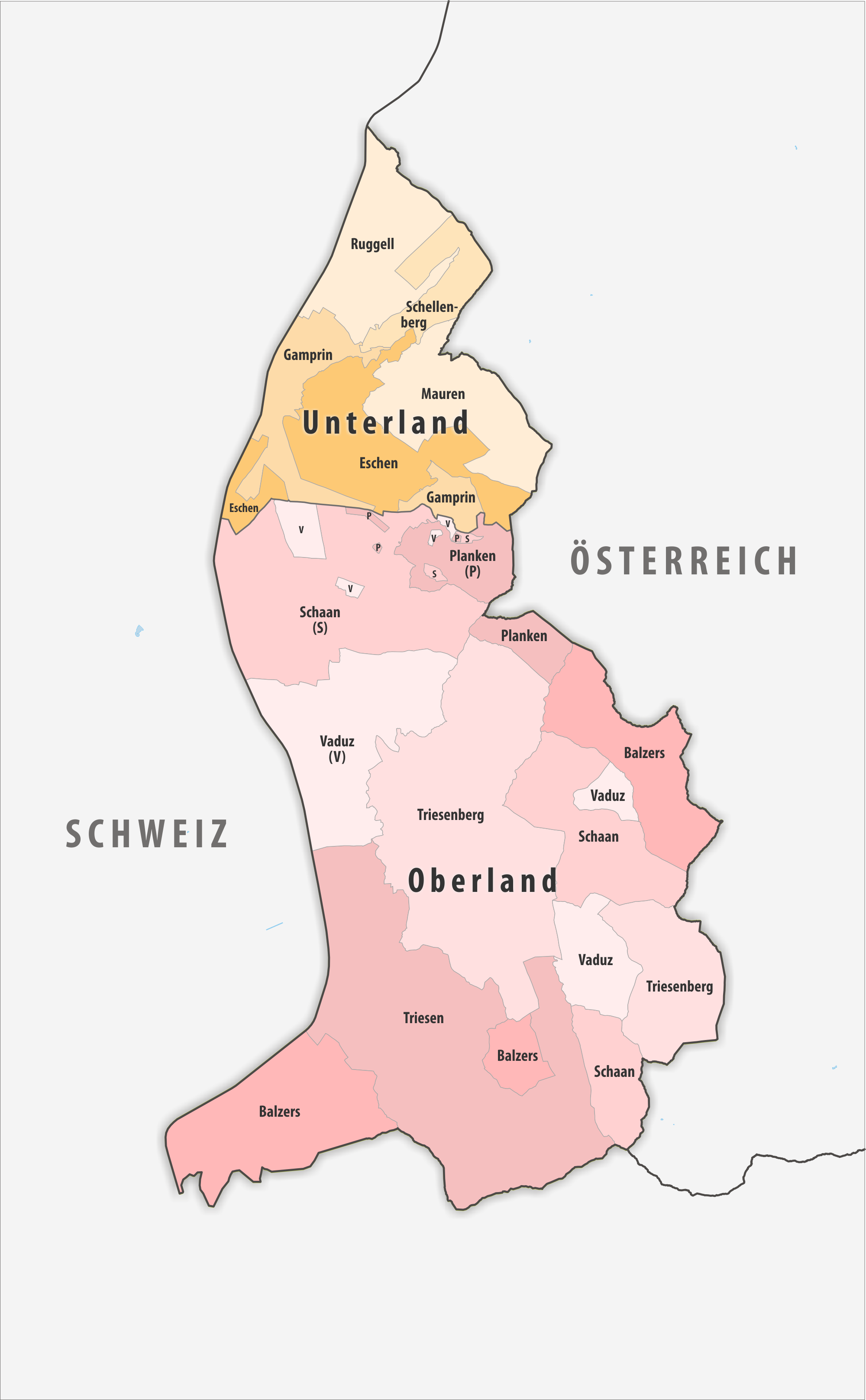

Il Liechtenstein è diviso in 11 comuni (Tedesco: Gemeinden) - Balzers, Eschen, Gamprin, Mauren, Planken, Ruggell, Schaan, Schellenberg, Triesen, Triesenberg, e Vaduz.
I comuni hanno un alto livello di autonomia rispetto ad altri paesi europei. Sono dotati di un Consiglio comunale e di un sindaco. La costituzione del Liechtenstein dà ai comuni il diritto di secessione dal principato tramite referendum.

### Collegi elettorali
I comuni del Liechtenstein sono divisi nei due collegi elettorali dell'Unterland (Regione bassa), più piccola, a Nord, e dell'Oberland (Regione alta), che occupa la parte centrale e meridionale del principato. Queste suddivisioni hanno valore storico e culturale. L'Unterland occupa il territorio dell'antica Signoria di Schellenberg, mentre l'Oberland coincide con quello della Contea di Vaduz.

## Organizzazioni internazionali
Il Liechtenstein è membro di diverse organizzazioni internazionali, tra queste vi sono:
- Consiglio d'Europa
- Nazioni Unite
- Associazione europea di libero scambio
- Banca europea per la ricostruzione e lo sviluppo
- Organizzazione per la sicurezza e la cooperazione in Europa
- Commissione economica per l'Europa
- Interpol
- Organizzazione mondiale del commercio